# Diera
Diera ist ein Ortsteil der sächsischen Gemeinde Diera-Zehren im Landkreis Meißen.

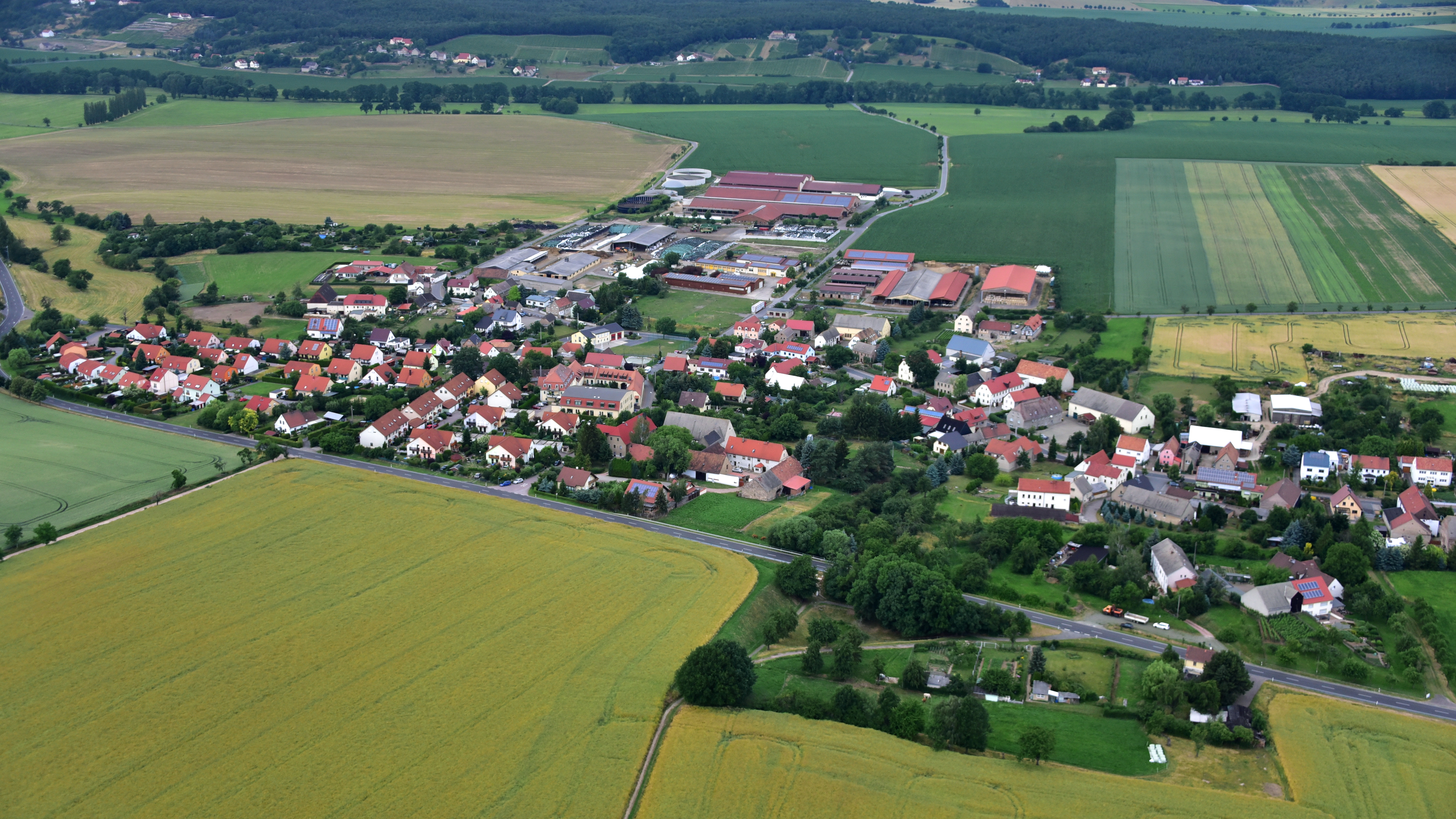
Diera, Luftaufnahme (2017)

## Geografie

### Lage
Diera liegt rechts der Elbe an der Staatsstraße 88 von Meißen nach Nünchritz. In Dieraer Flur befindet sich ein Teil der Wüstung Gose.

### Nachbarorte
| Golk      |                                             |            |
| Zadel     | Kompassrose, die auf Nachbargemeinden zeigt | Naundörfel |
| Mischwitz | Karpfenschänke                              | Winkwitz   |

## Geschichte
Diera wurde erstmals 1205 als Dere (altsorb.; Ort auf der Wüstung) in der Gründungsurkunde des Augustiner-Chorherren-Stifts Sankt Afra erwähnt. Zahlreiche Funde weisen darauf hin, dass die Gegend schon in vorchristlicher Zeit besiedelt war. Der Ort war zum Castrum Großenhain und später zu den Ämtern Großenhain, Zadel und Meißen gehörig. Die Grundherrschaft übte 1552 das Kloster Altzelle aus. Zwischen 1856 und 1875 gehörte Diera zum Gerichtsamt Meißen, danach zur gleichnamigen Amtshauptmannschaft. Im Jahr 1900 betrug die Größe der Gemarkung 576 Hektar. Von 508 Einwohnern im Jahr 1925 waren 473 evangelisch-lutherisch, 10 katholisch sowie 25 konfessionslos. Diera war nach Zadel gepfarrt und gehört heute zur dortigen Kirchgemeinde. Durch die Kreisreform 1952 wurde Diera als eigenständige Gemeinde Teil des Kreises Meißen, der sich in der Nachwendezeit mehrmals vergrößerte. Seit 1836 hatte Diera eine eigene Schule. Sie wurde 1953 mit der Zadeler Schule zusammengelegt. Am 1. Juli 1950 wurde die bis dahin eigenständige Gemeinde Naundörfel eingegliedert. Am 1. März 1974 wurden die umliegenden Gemeinden Nieschütz und Zadel eingemeindet. Am 1. Januar 1999 bildeten die Gemeinden Diera und Zehren die neue Gemeinde Diera-Zehren mit 21 Ortsteilen.

### Entwicklung der Einwohnerzahl
| Jahr | Einwohnerzahl                  |
| ---- | ------------------------------ |
| 1552 | 34 besessene Mann, 30 Inwohner |
| 1764 | 34 besessene Mann, 11 Häusler  |
| 1834 | 377                            |
| 1855 | 382                            |
| 1871 | 392                            |
| 1890 | 486                            |
| 1910 | 532                            |
| 1925 | 508                            |

| Jahr | Einwohnerzahl |
| ---- | ------------- |
| 1939 | 497           |
| 1946 | 612           |
| 1950 | 751           |
| 1964 | 647           |
| 1990 | 1733          |
| 2011 | 504           |
| 2019 | 503           |